# Jamis Bikes
Jamis Bikes (Jamis) — американский бренд велосипедов (горных, шоссейных, круизеров, прогулочных и детских), изготавливаемых в Китае и на Тайване. Компания была основана в 1979 году, где в настоящее время располагается в штате Нью-Джерси.

## История
Компания была основана Роном Джемисом (англ. Ron Jamis) в 1979 году во Флориде, городе Таллахасси. В том же году был представлен первый велосипед компании — Earth Cruiser. В 80-х компания активно развивалась за счёт дистрибьютора East Coast Cycles, активно выпуская и продавая новые модели велосипедов Jamis. В 1980 вышел Boss Cruiser с рамой Double-diamond и седлом Cheeks. В 1981 году вышел Boss Explorel. В 1983 году вышли модели Dakota, Lightfoot и Roughneck. В 1985 году вышел уникальный в своём модельном ряде линейки Jamis — Dakar, ставший фактически первым велосипедом, предназначенный для соревнований. В 1987 Dakar получил более облегченную раму. В 1988 году появились следующие модели — Eclipse и Quest. В 1990 Jamis перешел компании G Joannou Cycle Co Inc, американскому производителю велосипедов, расположенный в штате Нью-Джерси. После этого, велосипеды начали активно собирать в Китае и на Тайване. В 1991 году появляются новые модели велосипедов для города — Coda и Tangier. 1993 год стал знаменательным годом из-за появления Jamis Dragon, горного велосипеда с новейшими на то время комплектующими, был оснащён рамой Tange Prestige с угловой сваркой, подвеской RockShox и 24-скоростной трансмиссией Shimano XTR. Последующие изменения в модели Dakar и появлением нового велосипеда Diablo — первого двухподвеса, усилило позиции на преимущественном выпуске MTB-велосипедов. C 2000-х годов по настоящее время компания активно занимается производством шоссейных и горных велосипедов. На данный момент, особую популярность из линейки городских велосипедов занимает линейка Coda. Среди представителей горного велосипеда особую значимость занимает Dakar, а также велосипеды с эксклюзивной технологией 3VO Suspension (с 2019 года) Hardline и Portal. Среди гравийных велосипедов особую популярность занимает линейка Renegade, а среди дорожных линейка Ventura.

## Технологии
- MP2 Suspension — двойная подвеска, обеспечивающая больший контроль на горных трассах.
- Three Variable Optimized (3VO) Suspension — подвеска, обеспечивающая контроль за ходом колёс, путём выравнивания по линии цепи, независимо от точки движения велосипеда. Прогрессивное соотношение кредитного плеча обеспечивает чувствительность к небольшим ударам и позволяет справляться с большими ударами без дна, а также поддержка среднего диапазона для контроля и реагирования на поворотах. Подвеска имеет особенности анти-приседания (англ. anti-squat) и анти-подъёма (англ. anti-rise)[3][4].